# 1120 Cannonia
1120 Cannonia là một tiểu hành tinh vành đai chính bay quanh Mặt Trời. Nó được phát hiện bởi Pelageya Fedorovna Shajn ngày 11 tháng 9 năm 1928 ở Simeis. Tên ban đầu của nó là 1928 RV.